# Reichenfels
Reichenfels est une commune autrichienne du district de Wolfsberg en Carinthie.